# 多节雀麦
多节雀麦（学名：Bromus plurinodis）为禾本科雀麦属下的一个种。

## 扩展阅读
- 維基物種上的相關：多节雀麦